# Rodley Automobile
Die Rodley Automobile Co. Ltd. war ein britischer Automobilhersteller in Leeds (Yorkshire).
1954 und 1955 wurde dort eine einfache, leichte Limousine mit zwei Sitzplätzen gebaut, die von einem seitengesteuerten, vorne eingebauten V2-Motor von J.A.P. mit 750 cm³ Hubraum angetrieben wurde. Der Wagen mit verbrauchsarmen Motor war wegen der Benzinknappheit in der Folge des Koreakrieges entstanden und verkaufte sich recht gut.
Als sich die weltpolitischen Wogen wieder geglättet hatten, wollte die Kundschaft aber wieder größere und luxuriösere Fahrzeuge und die Produktion des Rodley musste eingestellt werden.

## Modelle
| Modell | Bauzeitraum | Zylinder | Hubraum | Leistung           | bei Drehzahl | Radstand |
| ------ | ----------- | -------- | ------- | ------------------ | ------------ | -------- |
| Rodley | 1954–1955   | 2 V      | 750 cm³ | 18,5 bhp (13,6 kW) | 2000 min−1   |          |